# Paribas
La Banque de Paris et des Pays-Bas, devenue Paribas en 1982, est une ancienne banque française, produit d’une longue histoire, qui fusionne en 2000 avec la BNP pour devenir BNP Paribas.

## Histoire

### Aux origines de Paribas
Ce sont des successions d’alliances de groupes de maisons issues de la « haute banque européenne » et d’un ensemble de banques et de capitalistes français du XIXe siècle qui sont à l’origine de la création de la Banque de Paris et des Pays-Bas (BPPB, banque ancêtre de Paribas).
Formées de maisons familiales de toutes nationalités, organisées autour d’un certain nombre de pôles, parmi lesquels Paris prend une importance de plus en plus considérable, ces maisons orientent à l’origine leurs activités vers le grand commerce et les emprunts d’État, puis se diversifient à partir des années 1830. Elles assurent la promotion des compagnies de chemin de fer et des sociétés bancaires ou industrielles, grâce à des opérations d’émission et de prise de participation. Les alliances en leur sein se forment et se défont au gré des circonstances et des opportunités.

### La naissance de la Banque de Paris et des Pays-Bas
La Banque de Paris et des Pays-Bas (BPPB) est créée à Paris le 27 janvier 1872, et fonctionne essentiellement comme banque d'affaires. Sa fondation s'inscrit dans le processus de concentration bancaire lancé au milieu du XIXe siècle. Elle est le résultat de la fusion entre la Banque de crédit et de dépôt des Pays-Bas avec la Banque de Paris.

#### La banque de crédit et dépôt des Pays-Bas
Dès le début des années 1820, Louis Raphaël Bischoffsheim fonde à Amsterdam une banque qui porte son nom, tandis que son frère Jonathan-Raphaël crée une agence à Anvers en 1827, puis s'installe à Bruxelles en 1836. Ayant épousé la fille du banquier de Francfort Hayum-Salomon Goldschmidt, Louis-Raphaël Bischoffsheim fonde à Paris en 1846, puis à Londres en 1860, la maison Bischoffsheim-Goldschmidt et la fond en 1863 dans la Banque de crédit et de dépôt des Pays-Bas qu'il a également créée à Amsterdam avec d'autres financiers européens. Parmi eux figurent Édouard Hentsch,, futur président du Comptoir d’escompte de Paris (CEP), ou Alphonse Pinard, directeur du Comptoir d’escompte de Paris (CEP). Tous deux participent aussi à la création de la Société générale en 1864.

#### La Banque de Paris
La Banque de Paris est créée en 1869 à Paris. Elle regroupe un ensemble de banquiers privés tels qu’Eugène Goüin (Tours), Édouard Fould, E. et A. Schnapper Stern (Paris), Brugmann (nl) (Bruxelles), Tietgen (Copenhague), et des capitalistes comme Adrien Delahante, Edmond Joubert, Henri Cernuschi.
Le capital de la société est fixé à 125 millions de francs (vs. 25 pour le Crédit lyonnais), et ce nouvel acteur de la finance devient le prototype de la banque d’affaires à la française. La banque fonctionne sous l'autorité de sept administrateurs (Henri Bamberger, Édouard Fould, Eugène Goüin, Édouard Hentsch, Edmond Joubert, Antoine Maurice Schnapper et Jacques Stern) et d'un directeur, Charles Sautter.

### Prototype de la banque d'affaires à la française

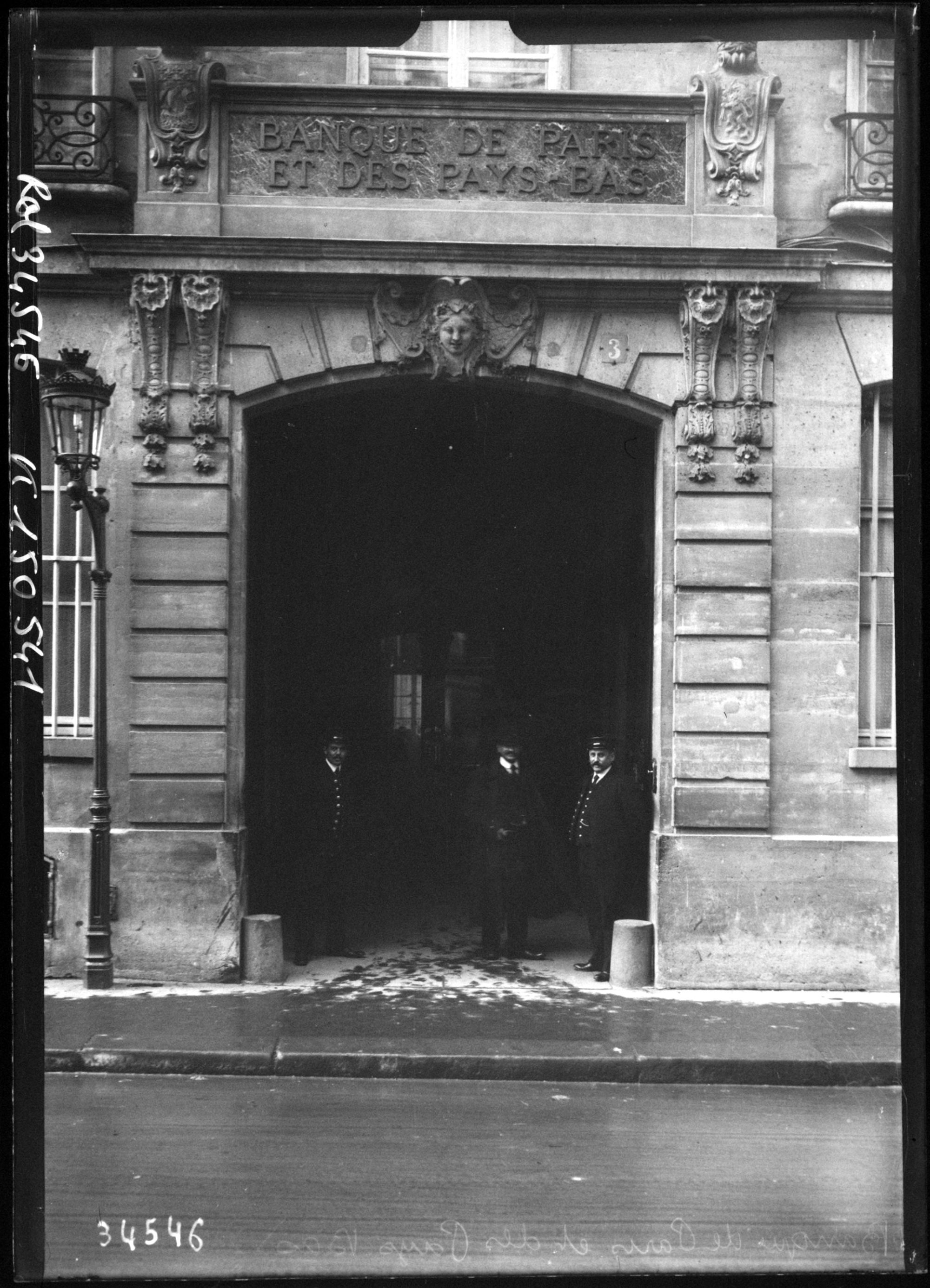
Entrée de l'hôtel de Mondragon, siège de la Banque de Paris et des Pays-Bas au no 3 rue d'Antin.

Tant dans ses pratiques que dans son esprit, le nouvel établissement, installé dans l'immeuble de la Banque de Paris au 3 rue d'Antin, s'inscrit dans la lignée de la tradition de la haute banque européenne dont il est issu. La Banque de Paris et des Pays-Bas (BPPB) ne s’appuyait pas sur un réseau d’agences, mais sur des alliances avec les banques, et contrairement aux banques de dépôt, son activité consistait à concevoir et organiser les opérations d’emprunt et d’émission de titres internationaux (gouvernements, collectivités, sociétés de services publics, entreprises), à prendre des participations ou à aider à créer ou à structurer des entreprises.
Paribas est créé en 1872 afin de lutter contre la domination des Rothschild dans les émissions d'emprunts d'État, et en vue de l’émission du second emprunt français destiné à couvrir le paiement de l'indemnité de guerre due par la France à l'Empire allemand à la suite de la guerre de 1870,. Pour ce faire, en plus de sa position parisienne, il bénéficie de l’appui de ses succursales à Genève, Bruxelles et Amsterdam.

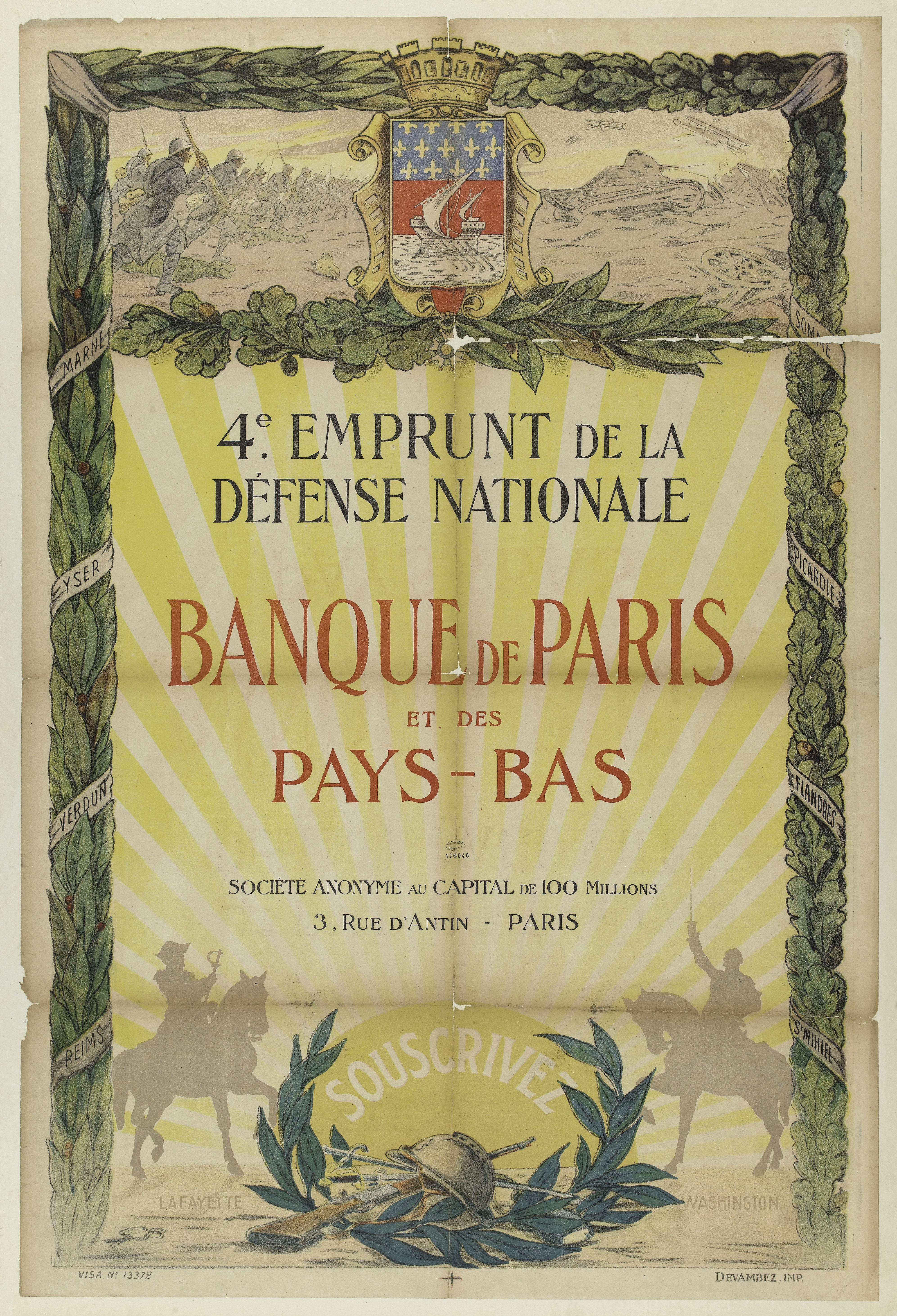
Affiche pour le 4e emprunt de la défense nationale en 1918.

Entre 1872 et 1914, la BPPB connaît une relative période de prospérité, notamment sous la présidence d'Eugène Goüin, l'un de ses fondateurs (1895-1909). Son histoire est dominée par la participation à des opérations financières internationales : en Asie, en Europe, sur le pourtour méditerranéen, ainsi que dans les Amériques. Elle augmente sa surface commerciale par des partenariats avec de grandes institutions comme Barings ou la Deutsche Bank, et aussi par la création ou la prise de participation dans des établissements locaux comme la Banque franco-japonaise, la Banca Commerciale Italiana, ou encore Banco Nacional de México. Elle investit dans le secteur industriel privé (Norsk Hydro) et dans les infrastructures publiques. Acteur majeur dans de nombreux pays pour le placement d’emprunts d’État, la BPPB participe à l’effort de guerre français par son dynamisme obligataire en 1914-1918, mais aussi en investissant dans le développement de l’industrie de l’armement.

### À la recherche d'une nouvelle vocation: investissements en Europe centrale et vers les milieux industriels
Mais la banque sort très affaiblie du Premier conflit mondial et dans une Europe déstabilisée par la guerre et gangrénée par l’inflation, elle réoriente ses activités : d’une part, vers le financement d’initiatives en Europe centrale qui devaient donner à la France des positions clés dans la région, et d’autre part, elle définit et met en œuvre une politique industrielle ambitieuse en France et à l’étranger. Cette période est largement dominée par la figure d’Horace Finaly (1871-1945), directeur général de l’établissement bancaire entre 1919 et 1937.
Dans les années 1920, elle acquiert des positions dans différents groupes industriels européens, orientant avec prudence sa politique sur la voie des prises de participations industrielles, dans le prolongement des opérations d'émission, essentiellement dans trois domaines considérés comme stratégiques, à savoir la chimie, la construction électrique et la sidérurgie :
- dans le domaine de la chimie, elle participe avec la Norvégienne de l'Azote à la création de la Compagnie nationale des Matières Colorantes et des Produits Chimiques au capital de 40 millions de francs[14],[15] ;
- pour le secteur de la construction électrique, fait partie du regroupement articulé autour de la France, l’Angleterre et la Belgique, et fondé sur l’exploitation en commun de brevets et répartition des commandes ;
- en ce qui concerne le milieu de la sidérurgie, avec le concours de la banque, les Forges et Aciéries du Nord se lancent dans une politique de croissance externe avec la reprise de plusieurs entreprises dans le nord de la France[16].

L’Europe centrale et balkanique a été la zone privilégiée des investissements français à l’étranger durant l’entre-deux guerres. Paribas y joua un rôle moteur, motivée par des raisons à la fois politiques (à la demande de l'État français), et économiques. Il s’agissait d’éviter que la dislocation de l’Autriche-Hongrie n’entraîne une crise économique majeure dans la région. Il s’agissait aussi de profiter de la défaite du Reich pour lui substituer les intérêts économiques et l’influence politique de la France,.
Le retour aux opérations financières internationales intervient à partir de 1928, mais à cause de la crise économique des années 1930 et du second conflit mondial, les positions de la banque sont ruinées en Europe centrale et sont bancales dans le reste du monde.
La Seconde Guerre mondiale est une période de faible activité, la banque étant coupée de ses affiliations et correspondants dans les pays alliés. Elle perd aussi une partie de ses actifs étrangers notamment en Europe centrale et en Norvège (Norsk Hydro), mais reste active dans les territoires d'Outre-mer (Maroc). Parallèlement, elle s'intéresse au développement de brevets industriels en particulier dans le secteur énergétique, dans la perspective d'une reprise espérée des activités économiques, une fois le conflit terminé.

### Transformation en un groupe bancaire diversifié
En optant pour le statut d’une banque d’affaires, la BPPB échappe à la nationalisation prévue par la loi du 2 décembre 1945. Elle oriente son activité vers la restructuration de l'industrie française qui doit affronter la concurrence internationale dans les domaines tout nouveaux de l'informatique, avec Bull, et de l'électronique, avec le rapprochement Thomson, Brandt, CSF.
Sous l'impulsion de Jean Reyre, directeur général puis président de 1948 à 1969, la banque s'internationalise et se développe en particulier dans le financement des exportations de biens, spécialement vers les pays en voie de développement, grâce à des formules nouvelles de crédits à l'exportation à moyen terme : dans la sidérurgie en Amérique latine (par exemple Paz del Rio en Colombie, Cosipa au Brésil), dans l'électricité avec le projet de Cabora Bassa au Mozambique, ainsi que dans la pétrochimie en Scandinavie. Poursuivie jusque dans les années 1970-1980, cette stratégie permettra l'élaboration de projets de grande envergure comme le métro de Caracas au Venezuela ou dans l'aéronautique européenne avec Airbus.
Elle est très présente un peu partout dans le monde : la BPPB renforce sa présence en Extrême-Orient, en Europe centrale, en URSS et au Moyen-Orient, notamment en Iran où elle devient actionnaire de la Banque de Téhéran en 1958, et ouvre au début des années 1960 une investment bank à New York (1960), puis des filiales à Londres et Luxembourg (1964) devançant la réouverture du marché international des capitaux (1965).
À la fin des années 1960, elle prend le contrôle du Crédit du nord et de la Banque de l'Union parisienne, établissements qui sont alors fusionnés avant que leur capital commun ne soit ouvert à la National Westminster Bank et à la Bayerische Vereinsbank.

### Une présence physique sur le terrain
À la suite des lois Debré de 1966, qui permettent le rapprochement entre banques d’affaires et banques de dépôts, Jean Reyre procède en 1968 à une importante réorganisation structurelle et juridique de l'établissement : le groupe est désormais coiffé par une société holding, la Compagnie financière de Paris et des Pays-Bas, dont les participations se répartissent en quatre grandes filiales spécialisées :
- La BPPB reprend l'activité bancaire et financière de l'ancienne banque,
- L'OFPI, Omnium de Participations Financières et Industrielles, réunit l'ensemble des participations industrielles du groupe en France,
- L'OPB, Omnium de Participations Bancaires, constitue le pôle de participations bancaires et financières françaises,
- Paribas International reprend le contrôle des entités bancaires à l'étranger et, d'une manière plus générale, des participations hors de France[3].

Par ailleurs, Jean Reyre tente de prendre le contrôle du Crédit industriel et commercial (CIC) pour doter Paribas d'un pôle dans la banque de détail disposant d’un réseau de guichets. Il ne cache pas son ambition de transformer l’établissement en banque universelle à l’allemande. En juin 1966, dans les faits, l’opération se limite à un échange d’administrateurs et à une prise de participation symbolique de 3 % dans le capital du partenaire par apport réciproque de titres. Mais en 1968, soutenu par les cadres dirigeants de la maison, il doit affronter la rébellion de son conseil d’administration, notamment de Jacques de Fouchier, qui met sa démission dans la balance pour protester contre des méthodes d’achats qualifiés de « sauvages » : la Compagnie bancaire, qu’il dirige, entretient traditionnellement de très bonnes relations avec le CIC. La méthode utilisée par Jean Reyre choque les administrateurs de Paribas, qui le font débarquer fin 1969, au profit de Jacques de Fouchier.
Paribas abandonne le CIC en 1971 et récupère la plus modeste Banque de l'Union parisienne qu'il fusionne ensuite avec le Crédit du Nord.
À partir de 1969, la banque développe, sous l'impulsion de Jacques de Fouchier puis de Pierre Moussa, un réseau de filiales et succursales bancaires dans le monde entier, au Moyen et Proche-Orient, en Extrême-Orient, en Amérique du Nord, tandis que l'expansion en Europe se poursuit et que la banque s'intéresse aux investissements miniers notamment en Afrique via sa filiale COFIMER. Sur les marchés de capitaux, elle devient un des acteurs principaux du secteur euro-obligataire et de celui des swaps.
Parallèlement, la banque, présente à Paris et Marseille, développe à partir de 1967 un réseau d'agences de banque de détail implanté dans la région parisienne et les principales villes françaises.
Grâce à Jacques de Fouchier, la banque noue des liens de plus en plus étroits avec le groupe de la Compagnie bancaire, dont il est le fondateur.

### De nouveaux métiers au cœur de la banque
Au cours des années 1970-1980, Paribas connaît également un développement de ses activités de gestion pour compte de tiers, particuliers et institutionnels, traditionnellement centrées sur Genève depuis le XIXe siècle, puis élargies à Paris, Luxembourg, Londres, New York et Tokyo, avec la création de Paribas Asset Management.
En 1973, la banque choisit de s'allier avec des établissements de même nature comme la merchant bank britannique S.G. Warburg (en) et l'américain AG Becker (en), pour constituer aux États-Unis une investment bank Warburg Paribas Becker, qui sera reprise en 1984 par Merrill Lynch.
Enfin, Paribas s'intéresse dès la fin des années 1970 au domaine du financement du négoce pétrolier où, opérant notamment de Genève, New York, Londres et Paris, elle s'est imposée de façon durable comme le leader mondial dans ce secteur. Cela explique certainement le choix de la banque dans le financement de l'accord « Pétrole contre nourriture » pour alléger l'embargo irakien décidé par l'ONU en 1996, qui prend réellement effet en octobre 1997.
La loi du 13 février 1982, initiée par le gouvernement de Pierre Mauroy sous François Mitterrand, décide la nationalisation de cinq grandes sociétés industrielles, de trente-neuf banques inscrites et de deux compagnies financières, Suez et Paribas. Pierre Moussa, alors président directeur général, après avoir en vain essayé de convaincre le gouvernement de ne pas nationaliser Paribas, décide de réduire la participation de l’institution dans deux filiales à l'étranger (la Compagnie belge de participations, Cobepa et Paribas Genève SA, Pargesa) en vendant à un nouveau holding une partie de leur capital. Le subterfuge est éventé et remonté jusqu’au gouvernement, obligeant Moussa à démissionner. La banque est nationalisée quelques mois plus tard.
C'est avec cette nationalisation qu'est officialisé le nom de Paribas (adresse télégraphique de la banque depuis le début du siècle) : Compagnie financière de Paribas, Banque Paribas. Pendant quatre ans, Paribas continue cependant de progresser sous la présidence de Jean-Yves Haberer qui préserve aussi l'activité de la Compagnie bancaire.

### Vers une rationalisation de ses métiers
En 1987, Michel François-Poncet, nommé président directeur général en juillet 1986, mène avec succès la privatisation réalisée en vertu de la loi du 2 juillet 1986. Paribas compte désormais 3,8 millions d'actionnaires individuels. Avec l'arrivée d'André Lévy-Lang en 1990, une nouvelle organisation structurelle en lignes de métier mondiales est mise en place : banque commerciale, activités de marché, gestion institutionnelle et privée, conseil, tandis que Paribas Affaires Industrielles gère les participations industrielles et commerciales. Parallèlement, une nouvelle structure juridique est instaurée en 1991 avec un Conseil de surveillance et un Directoire, présidés respectivement par Michel François-Poncet et André Lévy-Lang.
À partir de 1996, la Banque Paribas se restructure : après avoir cédé la Banque ottomane au groupe turc Dogus, elle lance en 1997 des OPE sur le Cetelem et la Compagnie bancaire dont elle est le principal actionnaire depuis 1969. Elle cède dans le même temps ses activités de banque de détail, se délestant du Crédit du Nord au profit de la Société générale en 1997, ou vendant ses filiales à réseau en Belgique et aux Pays-Bas au groupe belge Bacob-Arco. Sous le seul nom de Paribas, un nouvel ensemble voit le jour le 12 mai 1998 : l'Assemblée générale des actionnaires ratifie la fusion de la Compagnie financière de Paribas, de la Banque Paribas et de la Compagnie bancaire, ainsi que de la Compagnie de navigation mixte. Cette opération aboutit à une nouvelle organisation en trois secteurs d'activités : banque d'affaires, gestion d'actifs, épargne et services financiers spécialisés.
Fin 1998, le projet de rapprochement avec la Société générale n'aboutit pas à la suite de l'OPE lancée par la BNP au début de 1999 sur Paribas, conduisant à la fusion des deux établissements le 23 mai 2000, et à la formation du groupe BNP Paribas.

### Identité visuelle (logo)

Logo de Paribas de 1962 à 1968
Logo de Paribas de 1978 à 1999

## Controverses

### Paribas Luxembourg
Paribas Luxembourg a été étroitement lié à la Banque continentale du Luxembourg, de Nadhmi Auchi, banque de plusieurs dictateurs kleptocrates africains[réf. nécessaire].

### Affaire des ventes d'armes à l'Angola
Le juge Philippe Courroye a enquêté sur le rôle joué par la banque Paribas dans l'affaire des ventes d'armes à l'Angola. Entre 1995 et 1997, le département compensation de la banque, dirigé alors par Alain Bernard, a financé à hauteur de 573 millions de dollars la vente d'armes entre la Russie et l'Angola, selon les enquêtes du juge Courroye. Jean-Didier Maille, adjoint d'Alain Bernard, a mis en place le montage financier : les deux hommes auraient perçu 30 millions de dollars en commissions sur des comptes étrangers pour leurs actions : « la direction de Paribas avait connaissance des activités d'Alain Bernard (…) Tout le monde savait qu'il payait des commissions (…) On appelait ces activités : les affaires spéciales. », a révélé Jean-Didier Maille lors de son audition. De son côté, André Levy-Lang a affirmé ne pas avoir été au courant de cette affaire et des commissions perçues par Alain Bernard et Jean-Didier Maille.

## Direction

### Président du Conseil d'administration
- François-Ernest Dutilleul : 1877-1894
- Edmond Joubert : 1894-1895
- Eugène Goüin : 1895-1909
- Léopold Renouard : 1909-1910
- Charles Demachy : 1910-1911
- Edouard Noetzlin : 1911-1914
- Gaston Griolet : 1915-1930
- Jules Cambon : 1930-1931
- Émile Moreau : 1931-1940

### Présidents-directeurs généraux
- André Laurent-Atthalin 1940-1945
- Louis Wibratte : 1945-1949
- Emmanuel Monick : 1949-1962
- Henri Deroy : 1962-1967
- Jean Reyre : 1967-1969
- Jacques de Fouchier : 1969-1978
- Pierre Moussa : 1978-1981
- Jacques de Fouchier : 1981-1982
- Jean-Yves Haberer : 1982-1986
- Michel François-Poncet : 1986-1990

### Président du conseil de surveillance
- Michel François-Poncet : 1991-1999

### Président du directoire
- André Lévy-Lang : 1991-1999

### Directeurs généraux
- Charles Sautter : 1872-
- Horace Finaly : 1919-1937
- André Laurent-Atthalin 1937-1940
- Jean Reyre : 1948-1966
- Claude balivet : 1966-1969
- Pierre Moussa : 1969-1978 et Gustave Rambaud
- François Morin : 1978-1999, et Gérard Eskénazi : 1978-1999